# Uniwersytet w Montevideo
Uniwersytet w Montevideo – urugwajska uczelnia niepubliczna o charakterze katolickim, znajdująca się w centrum Montevideo. Jest dziełem korporacyjnym prałatury personalnej Opus Dei.
Instytucję założono w roku 1986, a pełne prawa uzyskała ona w 1997. 
Składa się z siedmiu wydziałów: Nauk Ekonomicznych, Prawa, Komunikacji Społecznej, Nauk Humanistycznych, Inżynierii, Szkoły Biznesu (IEEM) i Centrum Nauk Biomedycznych.